# Ami Sugita
Ami Sugita (杉田 亜未, Sugita Ami), née le 14 mars 1992, est une joueuse internationale de football japonaise.

## Biographie
Le 18 mai 2014, elle fait ses débuts avec l'équipe nationale japonaise lors de la Coupe d'Asie 2014, contre l'équipe de Jordanie. Elle compte 6 sélections et 2 buts en équipe nationale du Japon entre 2014 à 2017.

## Statistiques
Le tableau ci-dessous présente les statistiques de Ami Sugita en équipe nationale
| Équipe du Japon | Équipe du Japon | Équipe du Japon |
| Année           | Matchs          | Buts            |
| --------------- | --------------- | --------------- |
| 2014            | 1               | 0               |
| 2015            | 3               | 2               |
| 2016            | 1               | 0               |
| 2017            | 1               | 0               |
| Total           | 6               | 2               |

## Palmarès
- Vainqueur de la Coupe d'Asie 2014